# Cnebba de Mercia
Cnebba fue rey de Mercia después de Icel, su padre, según se registra en genealogías reales preservadas en la Crónica anglosajona y en la Genealogiae regum Anglorum. No existen datos acerca de su vida y se ha descrito a un Cnebba que murió en una batalla con los sajones occidentales, pero no se sabe con certeza si se trata del mismo. Cnebba fue sucedido por su hijo Cynewald.